# James Hart Wyld
James Hart Wyld (✰ Pompton Lakes; 1913; ✝ Detroit, 24 de janeiro de 1953) foi um cientista aeroespacial Norte americano, e um dos membros fundadores da American Rocket Society na década de 30 e também da Reaction Motors, Inc. na década seguinte. Participou no desenvolvimento do primeiro motor a quebrar a barreira do som.